# 南朝五百番歌合
南朝五百番歌合（なんちょうごひゃくばんうたあわせ）は、南北朝時代に南朝で催行された歌合。天授元年（1375年）成立。単に五百番歌合とも。

## 概要
文中3年/応安7年（1374年）吉野入りした宗良親王は南朝による和歌集（後の『新葉和歌集』）の撰述を企図し、その準備として翌天授元年/永和元年（1375年）から盛んに歌合･歌会を催したが、この歌合はその中で最大規模のものである。全体の構成は、春100番、夏50番、秋100番、冬50番、恋150番、雑50番の計500番で、細かい歌題は明示されていない。作者は左右各10名の計20名で、左方に長慶天皇・仁誉法親王・師成親王・前関白（二条教基か）・花山院長親ら、右方に源資氏（東宮、後の後亀山天皇か）・惟成親王・二条教頼・阿野実為・花山院師兼らが名を連ねる。判者である宗良親王は238首（諸本で異同あり）に合点を加え、左右の優劣を判詞の代わりに自詠の判歌で示している。二条派に属する南朝歌壇の作品として平板単調な詠が少なくないが、中には冷泉派に通じる清新な自然観照の詠も見られる。
写本は多く、宮内庁書陵部（4種）･内閣文庫・彰考館・神宮文庫･松平文庫などに所蔵される。翻刻は、『群書類従206』･『新編国歌大観5』に所収。